# 派讷
派讷（德語：Peine，發音：[ˈpaɪnə] ⓘ）是德国下萨克森州派讷县的城市，也是派讷县的县治，面积119.84平方千米，2023年12月31日人口为51,521人。